# Oak Grove (condado de Pierce, Wisconsin)
Oak Grove es un pueblo ubicado en el condado de Pierce en el estado estadounidense de Wisconsin. En el Censo de 2010 tenía una población de 2.150 habitantes y una densidad poblacional de 21,01 personas por km².

## Geografía
Oak Grove se encuentra ubicado en las coordenadas 44°43′45″N 92°40′50″O / 44.72917, -92.68056. Según la Oficina del Censo de los Estados Unidos, Oak Grove tiene una superficie total de 102.33 km², de la cual 100.64 km² corresponden a tierra firme y (1.64%) 1.68 km² es agua.

## Demografía
Según el censo de 2010, había 2.150 personas residiendo en Oak Grove. La densidad de población era de 21,01 hab./km². De los 2.150 habitantes, Oak Grove estaba compuesto por el 97.72% blancos, el 0.14% eran afroamericanos, el 0.19% eran amerindios, el 0.6% eran asiáticos, el 0% eran isleños del Pacífico, el 0.6% eran de otras razas y el 0.74% pertenecían a dos o más razas. Del total de la población el 1.63% eran hispanos o latinos de cualquier raza.